# إدوارد درينكر كوب
إدوارد درينكر كوب (بالإنجليزية: Edward Drinker Соре)‏ عالم أمريكي عالم في الأحياء القديمة واختصاصي في علم التشريح المقارن، إلى جانب كونه عالم أحياء شهيرًا واختصاصيًا في علم الأسماك. . ولد في 28 يوليو 1840 وتوفي في 12 أبريل 1897. أسّس مدرسة الفكر النيولاماركية. وُلد كوب لعائلة ثرية تنتمي إلى جمعية الأصدقاء الدينية (الكويكرز)، وتميّز كوب بأنه طفل معجزة يهتم بالعلوم؛ إذ نشر أول ورقة علمية له في عمر 19 عامًا. على الرغم من أن والده قد حاول تربيته كفلّاح نبيل، إلا أنه في النهاية رضخَ إلى طموحات ابنه العلميّة. تزوّج كوب من ابنة عمه ورُزِقا بطفل واحد؛ وانتقلت الأسرة من فيلادلفيا إلى هادونفيلد في نيو جيرسي، على الرغم من أنه احتفظ بمسكن ومعرض له في فيلادلفيا في سنواته الأخيرة.
تلقّى كوب بعض التدريبات العلمية الرسميّة، وتجنب مهنة التدريس في العمل الميداني. قام برحلات منتظمة إلى الغرب الأمريكي، ليعمل في التنقيب في عاميّ 1870 و 1880 كعضو في فرق الولايات المتحدة للمسح الجيولوجي. أدّت الخلافات الشخصية بين كوب وعالم الأحياء القديمة أوثنييل تشارلز مارش إلى فترة من التنافس المحتدم لإيجاد الحفريات المعروفة الآن باسم «حرب الأحافير». تدهورت حالة كوب الماليّة بعد فشل مشاريع التعدين في الثمانينيات من القرن الماضي، ما أجبره على بيع جزء كبير من مجموعته الأحفورية. لكنه عاود حياته المهنية من جديد في فتراته الأخيرة قبل وفاته في 12 أبريل من عام 1897.
على الرغم من أن أبحاث كوب العلمية أدّت إلى إفلاسه نوعًا ما، فقد ساعدت مساهماته في تحديد مجال علم الحفريات الأمريكي. لقد كان كاتبًا استثنائيًا، إذ نشر 1400 بحث علمي طيلة حياته، على الرغم من أن منافسيه قد تجادلوا حول دقة أعماله التي نُشِرت بسرعة. اكتشف ووصف وحدّد أكثر من 1000 نوع من الفقاريات، التي تضمّنت المئات من الأسماك والعشرات من الديناصورات. يُعتبر بحثه المتعلق بأصل أرحاء الثدييات من الأبحاث البارزة من بين مساهماته النظرية. ومع ذلك، فإن «قاعدة كوب» الفرضية القائلة إن ذريات الثدييات تنمو تدريجياً مع مرور الوقت الجيولوجي، والتي سُميّت باسمه، ليست «جليّة ولا ضمنية» في عمله.

## سيرته

### الرحلات الأوروبية
بين عاميّ 1863-1864 أثناء الحرب الأهلية الأمريكية، سافر كوب عبر أوروبا مُغتنمًا الفرصة لزيارة المتاحف والمجتمعات الأكثر احترامًا في ذلك الوقت. في البداية، بدا مهتمًا بتقديم المساعدة في مستشفى ميداني، ولكن في الرسائل التي أرسلها لوالده لاحقًا في الحرب، بدا أن طموحه ذاك قد تلاشى؛ بدلاً من ذلك، فكّر في العمل في الجنوب الأمريكي لمساعدة الأميركيين الأفارقة المُحرَّرين. يقترح ديفيدسون أن مراسلات كوب مع ليدي وفرديناند هايدن، اللذين كانا يعملان كجراحين ميدانيين خلال الحرب، قد أبلغوا كوب بأهوال الاحتلال. اتُهم إدوارد بالتورّط بعلاقة غرامية؛ لكن والده اعترض على ذلك. لكن تلك المرأة التي لم تُكشف هويتها (والتي كان ينوي الزواج منها في وقت ما) قد أنهت العلاقة، وتلقّى كوب الانفصال هذا بشكل مريع. نسبَ كاتب السيرة الذاتية وعالم الحفريات هنري فيرفيلد أوسبورن رحيل إدوارد المفاجئ إلى أوروبا كوسيلة لمنعه من التجنيد في الحرب الأهلية. كتب كوب إلى والده من لندن في 11 فبراير من عام 1864، «سأعود إلى المنزل في الوقت المناسب للإمساك بأوراق بحثي الجديد. لن آسف على هذا، لأنني أعرف أن بعض الأشخاص سيكونون على درجة كافية من الضغينة للقول إني قد ذهبت إلى أوروبا لتجنب الحرب». في النهاية، اعتمد كوب النهج العملي ثمّ انتظر الصراع. ربما كان يعاني من الاكتئاب الطفيف خلال تلك الفترة، وغالباً ما عانى من السأم.
على الرغم من ركوده لفترة، تابع إدوارد جولته في أوروبا، واجتمع مع بعض من العلماء الأكثر شهرة في العالم خلال رحلاته عبر فرنسا وألمانيا وبريطانيا العظمى وأيرلندا والنمسا وإيطاليا وأوروبا الشرقية، على الأرجح من خلال رسائل تمهيدية من ليدي وسبنسر بيرد. في شتاء عام 1863، التقى مع إدوارد أوثنييل تشارلز مارش أثناء وجوده في برلين. كان مارش، البالغ من العمر 32 عامًا، يدرس في جامعة برلين. حصل على شهادتين جامعيتين مقارنة مع إدوارد الذي افتقر إلى التعليم الرسمي المدرسي من عمر 16 عامًا، لكن إدوارد كتب 37 بحثًا علميًا مقارنةً بمارش الذي نُشر له عملان فقط. بينما كانا سيصبحان في وقت لاحق متنافسين، أثناء الاجتماع، بدا أن الرجلين تربطهما علاقة احترام وإعجاب. أخذ مارش إدوارد في جولة حول المدينة، وبقيا معًا لعدة أيام. بعد أن غادر إدوارد برلين، بقي الاثنان على تواصل وتبادلا المخطوطات والحفريات والصور. أحرق إدوارد العديد من دفاتره ورسائله التي كتبها في أوروبا لدى عودته إلى الولايات المتحدة. تدّخل أصدقاؤه وأوقفوا كوب عن تدمير بعض رسوماته وملاحظاته، الأمر الذي اعتبره المؤلف أورل لانهام «انتحارًا جزئيًا».

## التطوّر

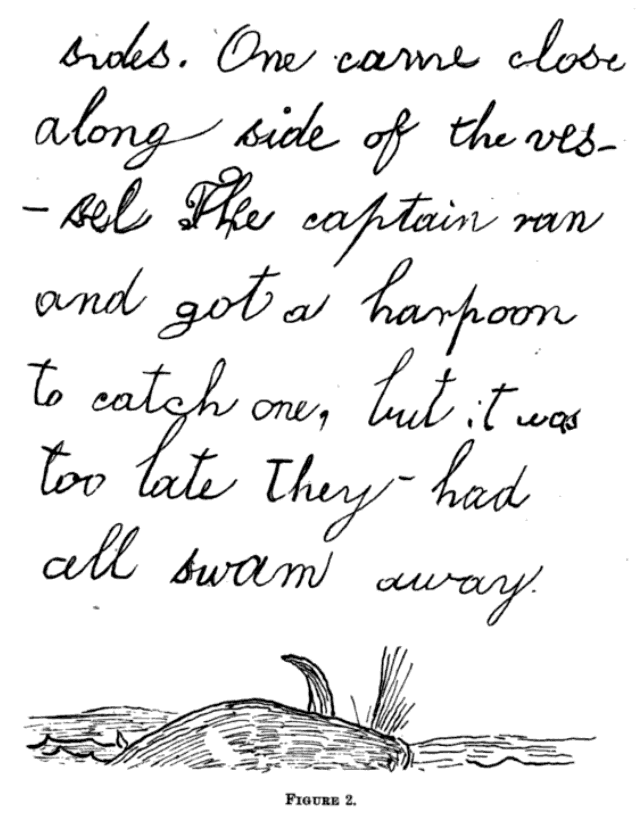
صفحة كتبها إدوارد كوب عندما كان في رحلة بحرية إلى مدينة بوسطن والتي كانت بعد إسبوع من عيد ميلاده السابع، وقد نجا دفتر ملاحظاته على مر السنين من ضمنها هذه الصفحة المكتوبة بخط يده والتي قام فيها برسم كل ما رآه في هذه الرحلة.

عندما كان شابًا، قرأ كوب كتاب تشارلز داروين «رحلة البيجل»، والذي تأثر فيه بشكل سطحي. كان التعليق الوحيد حول كتاب داروين الذي سجله كوب هو أن داروين قد ناقش «الكثير من الجيولوجيا» من خلال رحلته. نظرًا لمعلوماته حول علم التصنيف وعلم الحفريات، ركّز كوب على التطور من حيث تغيير الهيكل، بدلاً من التركيز على الجغرافيا والتنوّع بين السكان كما فعل داروين. طيلة حياته، تبدّلت وجهات نظر كوب حول نظرية التطور.
تبنّت وجهة نظره الأصلية، الموضحة في مقالة «حول أصول الأجناس - أون ذا أوريجين أوف جينيرا» في عام 1868، أن الانتقاء الطبيعي لداروين قد يؤثر في الحفاظ على الخصائص الظاهرية للكائنات الحيّة، وأن الانتقاء الطبيعي وحده لا يمكن أن يفسر تكوين الأجناس. اعتُبرت آلية كوب المُقترحة لهذا الإجراء «تطورًا تدريجيًا ثابتًا للتنظيم» من خلال ما أطلق عليه كوب «تجمّعًا مستمرًا نحو الوراء للخطوات المتتالية لتطور الفرد». من وجهة نظر كوب، خلال التطور الجنيني، يمكن للكائن الحي أن يكمل نموه بمرحلة جديدة من التطور متجاوزًا لأبويه، إذ ينقله إلى مستوى أعلى من التنظيم. إذ أن الأفراد اللاحقة سترث هذا المستوى الجديد من التطور، وبالتالي يُعتبر التطور بمثابة تقدم مستمر للتنظيم، يكون أحيانًا بطيئًا وفي أوقات أخرى يحدث فجأة؛ وهذا ما يُعرف باسم قانون التسارع.
تطورت آراء كوب في وقت لاحق ليقوم بالتركيز المتزايد على التطور النفعي المستمر بتدخل بسيط من الخالق. أصبح كوب أحد مؤسسي مدرسة الفكر النيو-لاماركية، والتي تهدف إلى أن الفرد يمكنه نقل السمات المكتسبة في حياته إلى ذريته. على الرغم من أن وجهة نظره كانت خاطئة، فإنها كانت النظرية السائدة بين علماء الحفريات في زمن كوب. في عام 1887، نشر كوب كتابه «أصل الأصلح: مقالات حول التطور»، شارحًا فيه بالتفصيل وجهات نظره حول هذا الموضوع. لقد كان مؤمناً قوياً بقانون الاستخدام والتخلص؛ إذ إن الفرد، مع مرور الوقت، سيفضّل الجزء التشريحي من جسمه لدرجة أنه سيصبح أقوى وأكبر مع تقدم الوقت عبر الأجيال. على سبيل المثال، كانت تمدّ الزرافة رقبتها للوصول إلى الأشجار الطويلة وورّثت هذه الخاصية المكتسبة لنسلها في مرحلة تطورية أضيفت مع فترة الحمل داخل الرحم.
ناقش كوب في كتابه «لاهوت التطور» (عام 1887) أن الوعي يأتي من عقل الكون ويحكم التطور من خلال توجيه الحيوانات إلى أهداف جديدة.  وفقًا لسيديرس عام 2003، «جادل (كوب) بأن الكائنات الحية تستجيب للتغيرات في بيئاتها من خلال ممارسة الانتقاء. وقد كان الوعي نفسه، هو القوة الرئيسية في التطور. عزا كوب الفضل إلى الله لأنه أوجد في التطور قوة حياة دفعت الكائنات الحية نحو مستويات أعلى من الوعي».

## روابط خارجية
- إدوارد درينكر كوب على موقع الموسوعة البريطانية (الإنجليزية)
- إدوارد درينكر كوب على موقع إن إن دي بي (الإنجليزية)